# パレード/トカゲ
「パレード／トカゲ」は、NOKKOの7枚目のシングルである。1995年10月21日発売。発売元はソニー・ミュージックレコーズ。

## 概要
- オリジナルアルバム未収録曲。

## 収録曲
- 全曲作詞：NOKKO

1. パレード
  - 作曲：NOKKO
  - サンスター「VO5」CFソング。
2. トカゲ
  - 作曲：ブラボー小松

## 収録アルバム
- THE BEST OF NOKKO (#1)
- NOKKO'S SELECTION, NOKKO'S BEST (#1)